# Ортофосфат стронция
Ортофосфат стронция, Sr3(PO4)2 — бесцветные ромбоэдрические кристаллы.

## Химические свойства
Гидролизуется водой, реагирует с щелочами с образованием основных ортофосфатов.

## Физические свойства
Температура плавления 1767 °C. Молярная электропроводность при бесконечном разведении равна 770,4 См·см²/моль (при 25 °C).

## Синтез
Получают взаимодействием ортофосфорной кислоты с карбонатом стронция или реакцией оксида стронция с ортофосфатом или пирофосфатом магния.

## Применение
Применяется для изготовления оптического стекла, фосфоресцирующих веществ и в качестве катализатора.